# Cyprinella caerulea
Cyprinella caerulea là loài cá vây tia trong họ Cyprinidae.
Nó chỉ được tìm thấy ở Hoa Kỳ.